# Angevillers
Angevillers – miejscowość i gmina we Francji, w regionie Grand Est, w departamencie Mozela.
Według danych na rok 1990 gminę zamieszkiwało 1175 osób, a gęstość zaludnienia wynosiła 135 osób/km² (wśród 2335 gmin Lotaryngii Angevillers plasuje się na 325. miejscu pod względem liczby ludności, natomiast pod względem powierzchni na miejscu 692.).